# Рейнау (стадіон)
Спортплац Рейнау (нім. Sportplatz Rheinau, дослівно — Спортивний майдан «Рейнау») — футбольний стадіон у Бальцерсі, Ліхтенштейн.
Домашня арена футбольного клубу «Бальцерс». Стадіон вміщує 2500 осіб та є другим за місткістю футбольним стадіоном у Ліхтенштейні після Райнпарку (Вадуц).